# Mauricio Cienfuegos
José Mauricio Cienfuegos (San Salvador, 12 febbraio 1968) è un allenatore di calcio ed ex calciatore salvadoregno, centrocampista.

## Carriera

### Club
Cienfuegos iniziò con il Racing Junior nel 1985, trasferendosi poi al Marte Soyapango prima e al Luís Ángel Firpo poi, dove giocò fino al 1991; lasciò poi El Salvador per il Messico dove giocò tra il 1991 e il 1995 con Monarcas Morelia, Santos Laguna e Jaibos Tampico Madero. Nel 1996 si unì al Los Angeles Galaxy per la stagione inaugurale della Major League Soccer; con il club californiano rimase fino al 2003, anno del suo ritiro, venendo per tre volte incluso nel MLS Best XI (1996, 1998 e 1999) giocando sette All-Star Game e aver vinto la CONCACAF Champions' Cup 2000.

### Nazionale
Ha fatto parte per quindici anni della Nazionale di calcio di El Salvador, debuttando nel 1987 e chiudendo nel luglio 2003 contro il Messico all'Home Depot Center.

### Allenatore
Allenò il Nejapa nel 2008, ma fu esonerato dopo due stagioni.

## Palmarès

### Club

#### Competizioni nazionali
- Campionato MLS: 1

L.A. Galaxy: 2002
- U.S. Open Cup: 1

L.A. Galaxy: 2001
- MLS Supporters' Shield: 2

L.A. Galaxy: 1998, 2002

#### Competizioni internazionali
- CONCACAF Champions' Cup: 1

L.A. Galaxy: 2000

#### Individuale
- MLS Best XI: 3

1996, 1998, 1999